# Jean de Thil
Jean Ier de Thil (+ vers 1355), fils de Guillaume de Thil, seigneur de Thil, de Saint-Beury, est un seigneur bourguignon, vassal du duc de Bourgogne. Son règne correspond à l'apogée de la famille de Thil.

## Biographie
Fils de Guillaume de Thil et d'Isabeau de Grandpré, issue des comtes de Grandpré, Jean de Thil succède à son père en 1319.
Fidèle d'Eudes IV, duc de Bourgogne, il devient son connétable pour le duché de Bourgogne. Son prestige dans l'entourage du duc fait de lui l'un des deux exécuteurs testamentaires de ce dernier, avec Jean Frolois. Il est aussi l'un des conseillers du roi Philippe VI de Valois.
Dans sa seigneurie, Jean de Thil accepte de protéger le prieuré de Saint-Thibaut en 1306. En échange de cette protection, le seigneur de Thil obtient des redevances sur le prieuré. Il initie aussi la construction de la collégiale de Thil vers 1340.
Son second mariage avec Jeanne de Châteauvillain donne naissance à la branche des Thil-Châteauvillain. Il est finalement inhumé vers 1354 dans le chœur de l'église de Saint-Thibaut.

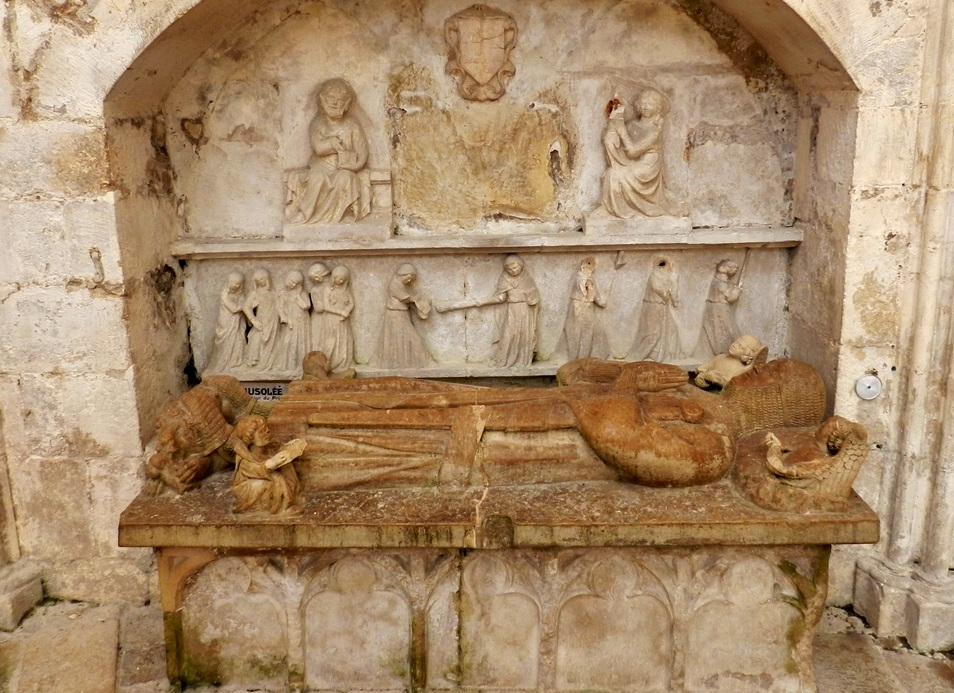
Gisant attribué à Jean de Thil, Saint-Thibault.

## Famille
De son mariage avec Agnès de Frolois († 1322) en 1317 :
- Marie de Thil, épouse d'Édouard Ier de Beaujeu, maréchal de France, en 1332.

De son mariage avec Jeanne de Châteauvillain, dame de de Trumelay, vers 1345 :
- Jean II de Thil, seigneur de Thil, de Châteauvillain et de Marigny (1346-1420), époux de Jeanne de Grancey[4].